# Sericothrips
Sericothrips är ett släkte av insekter som beskrevs av Alexander Henry Haliday 1836. Sericothrips ingår i familjen smaltripsar.
Kladogram enligt Catalogue of Life och Dyntaxa:
| Sericothrips | \| \| Sericothrips bicornis \| \| \| \| \| \| Sericothrips cingulatus \| \| \| \| \| \| Sericothrips pubescens \| \| \| \| \| \| Sericothrips smithi \| \| \| \| \| \| Sericothrips staphylinus \| \| \| \| |
|              | \| \| Sericothrips bicornis \| \| \| \| \| \| Sericothrips cingulatus \| \| \| \| \| \| Sericothrips pubescens \| \| \| \| \| \| Sericothrips smithi \| \| \| \| \| \| Sericothrips staphylinus \| \| \| \| |
|              | Sericothrips bicornis |
|              | |
|              | Sericothrips cingulatus |
|              | |
|              | Sericothrips pubescens |
|              | |
|              | Sericothrips smithi |
|              | |
|              | Sericothrips staphylinus |
|              | |